# محمدنصیر دادخواه
محمدنصیر دادخواه سیاست‌مدار ایرانی بود، که در  دوره بیستم به‌عنوان نماینده فریدن در مجلس شورای ملی حضور داشت.